# صلاح الناهي
صلاح الناهي لاعب كرة قدم مصري سابق ومدرب حاليًا. لعب لأندية الزمالك والطائي السعودي والكروم.

## مسيرته التدريبية
واتجه إلى مهنة التدريب بعد ذلك ليبدأ بتدريب نادي الكروم من  البداية من الناشئين حتى الفريق الأول الذي ظل الفريق تحت إدارته الفنية قرابه الـ 19 عام بالإضافة إلى 3 أعوام تقريبًا في فريق 19 عام الذي حصل معه على بطولة الجمهورية. قام بتدريب نادي الكروم السكندري لمده طويلة جدًّا تعد أكثر من 22 عام منها 19 مع الفريق الأول و صعد الناهي مع فريق الكروم أكثر من مرة إلى الدورى الممتاز. ثم اتجه بعد ذلك ليدرب نادى أبو قير السكندري أيضًا وصعد به من دوري الدرجة الثالثة إلى دوري الدرجة الثانية ثم تركه ليذهب لتدريب نادي غزل المحلة الذي صعد به إلى الدوري الممتاز موسم 2011–2012 وتركه بعد ذلك ليذهب إلى أندية أخرى منها العروبة السعودي، حيث عمل مديرًا فنيًا. د.

## رقم قياسي
له رقم قياسي في مجال التدريب حيث قضى مع الكروم مديرًا فنيًّا لمدة 24 عامًا متواصلة ، ويعتبر الأقرب لتحطيم الرقم هو خالد سعد المدير الفني للفريق الأول لمركز شباب الأميرية ، ففي 28 أبريل 2016 قام مجلس إدارة شباب الأميرية المشارك في دوري القسم الثالث بالتجديد سعد المدير الفني لثلاث مواسم قادمة ليكون الموسم الجديد له والحادي والعشرون مع الفريق قضى منهم 5 مواسم مدربًا عامًا والباقي مديرًا فنيًا ، ويليه في الترتيب أحمد شعبان المدير الفني للبنك الأهلي للموسم الثامن عشر.